# I skräckens klor
I skräckens klor (originaltitel: The Incredible Shrinking Man) är en amerikansk science fiction-film från 1957 regisserad av Jack Arnold och baserad på Richard Mathesons bok "The Shrinking Man". 

## Handling
Filmens huvudperson (spelad av Grant Williams) börjar krympa efter att ha kommit i kontakt med ett radioaktivt moln. På grund av filmens tema användes specialeffekter för att få Williams att se mindre ut än han var. Bland annat bor han i ett dockhus och slåss mot en stor spindel.

## Om filmen
I december 2009 beslutade USA:s kongressbibliotek att filmen skulle bevaras i National Film Registry.
I skräckens klor hade Sverigepremiär den 30 september 1957.	